# Tortula pellucida
Tortula pellucida là một loài rêu trong họ Pottiaceae. Loài này được Hook. & Grev. mô tả khoa học đầu tiên năm 1824.
Danh pháp khoa học của loài này chưa được làm sáng tỏ. 